# Timothy Jones
Timothy David Jones (Salisbury, 1º agosto 1975) è un ex ciclista su strada zimbabwese.

## Carriera
Passato professionista con l'Amore&Vita nel 1997 rimanendovi per tre anni e vincendo anche la Dirka po Sloveniji precedendo Tadej Valjavec; nel 1999 venne però sospeso per valori irregolari di ematocrito nel sangue ed immediatamente licenziato.
Nel 2000 viene ingaggiato dalla Mobilvetta con la quale vince l'anno successivo il Trofeo dell'Etna e partecipa al Giro d'Italia ma la sua stagione è compromessa da una caduta durante il Gran Premio Bruno Beghelli che lo costringe ad una lunga assenza dalle competizioni.
Nel 2003 vince una tappa alla Settimana Ciclistica Lombarda che concluderà al secondo posto generale, stesso risultato che otterrà anche nella stagione successiva.
Terminata la attività su strada si dedica al ciclocross a livello amatoriale, ottenendo ancora buoni risultati.

## Palmares
- 1998 (Amore&Vita, tre vittorie)

Campionati zimbabwesi, Prova a cronometro
4ª tappa Giro del Capo
Classifica generale Giro del Capo
- 1999 (Amore&Vita, due vittorie)

5ª tappa Dirka po Sloveniji (Grosuplje > Vrsic)
Classifica generale Dirka po Sloveniji
- 2001 (Mobilvetta, una vittoria)

Trofeo dell'Etna
- 2003 (Amore&Vita/Domina Vacanze, una vittoria)

3ª tappa Settimana Ciclistica Lombarda (Roncadelle > Roncadelle)

### Ciclocross
- 2010 (?, una vittoria)

Providence (Corsa - C2)

## Piazzamenti

### Grandi giri
- Giro d'Italia

2001: 73º

### Classiche monumento
- Milano-Sanremo

2001: 115º

### Competizioni mondiali
- Campionati del mondo

Lugano 1996 - In linea Under-23: 24º
- Giochi olimpici

Atlanta 1996 - In linea: ritirato